# Municipis de la República Dominicana

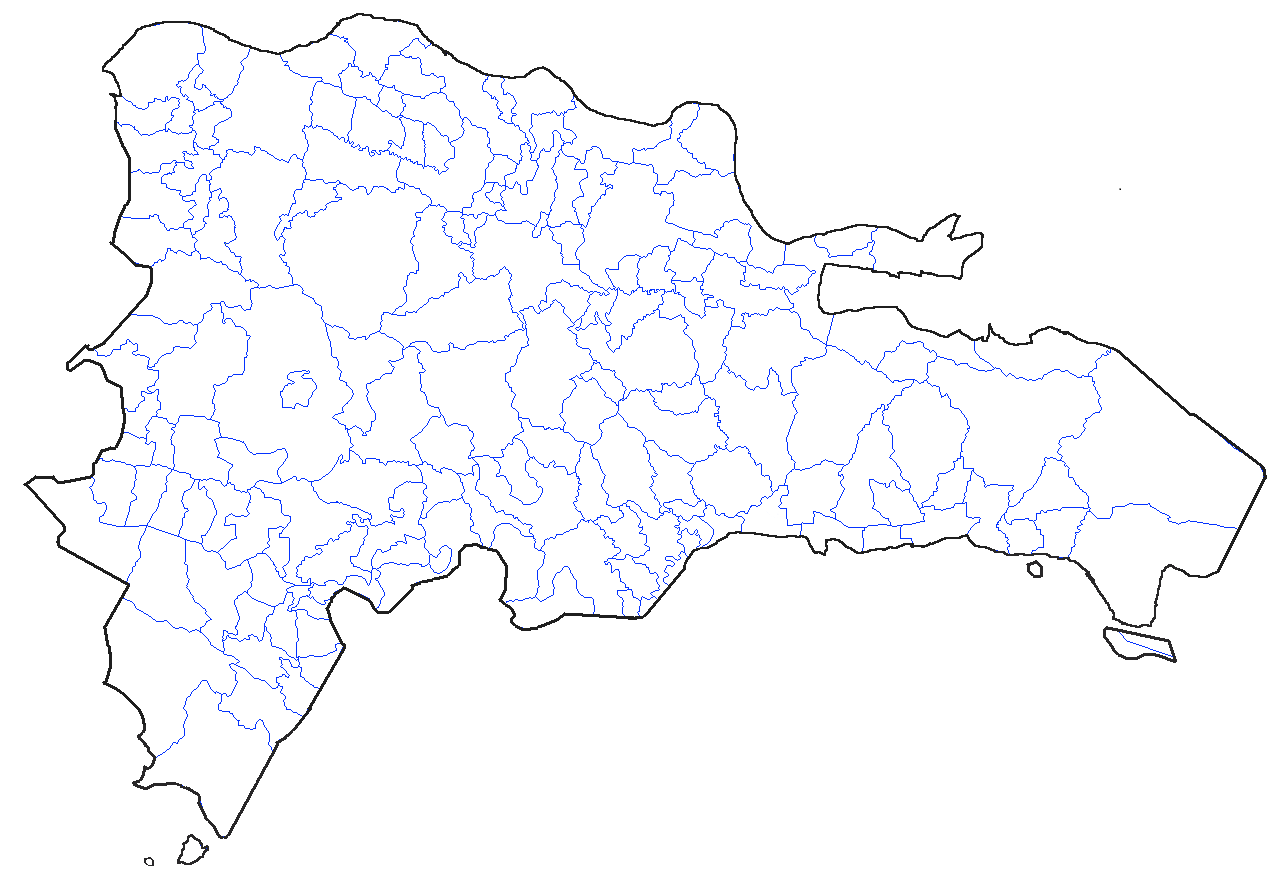
Municipis de la República Dominicana

Les províncies de la República Dominicana estan dividides en dos o més municipis a excepció del Distrito Nacional que consisteix en un únic municipi, Santo Domingo. Són les subdivisions polítiques i administratives de segon nivell del país.
La divisió de les províncies en municipis és definida en la constitució del 2002 (títol I, secció II, art. 5) i promulgada per la llei 5220, sobre la divisió territorial de la República Dominicana, del 1959.

## Administració
Els municipis són governats per consells municipals (ayuntamientos) i un alcalde (Síndico) elegit pels seus habitants d'acord amb la constitució.
Quan un municipi consisteix en més d'un centre urbà aquells al costat del seient del municipi poden ser elevats a l'estat d'un districte municipal (distrito municipal). Un consell municipal (junta municipal) per cada districte municipal és nomenat pel consell municipal del municipi al qual pertany.
Les parts rurals d'un municipi estan dividides en districtes (secciones) que estan dividits en barris (parajes). Els consells municipals fixen alcaldes de districte (Alcalde pedáneo) que representen l'administració municipal a escala de districte.
Com els municipis difereixen molt en població, aquests o els seus centres urbans poden ser ciutats, la capital d'una província o amb més de 10.000 habitants, viles (villas), el seient d'un municipi o amb més de 1.000 habitants o pobles (poblados) amb menys de 1.000 habitants.

## Municipis
El següent és una llista dels 160 municipis de la República Dominicana el 7 de juny de 2014.
| Nom                          | Província              | Fundació         | Habitants | Area (km²) | Densitat   | Nom antic               |
| ---------------------------- | ---------------------- | ---------------- | --------- | ---------- | ---------- | ----------------------- |
| Altamira                     | Puerto Plata           | 6 juliol 1889    | 22.323    | 17.932,00  | 124/km²    |                         |
| Arenoso                      | Duarte                 | 1 gener 1994     | 19.299    | 14.220,00  | 136/km²    |                         |
| Azua de Compostela           | Azua                   | 5 març 1845      | 143.934   | 41.630,00  | 346/km²    |                         |
| Baitoa                       | Santiago               | 5 març 1845      | 23.233    | 4.522,00   | 514/km²    |                         |
| Bajos de Haina               | San Cristóbal          | 27 octubre 1980  | 142.323   | 3.849,00   | 3.698/km²  |                         |
| Baní                         | Peravia                | 5 març 1845      | 201.292   | 54.040,00  | 372/km²    |                         |
| Bánica                       | Elías Piña             | 27 febrer 2016   | 12.123    | 26.598,00  | 46/km²     |                         |
| Bayaguana                    | Monte Plata            | 5 març 1845      | 40.912    | 87.799,00  | 47/km²     |                         |
| Boca Chica                   | Santo Domingo          | 1 gener 2003     | 201.292   | 14.567,00  | 1.382/km²  |                         |
| Bohechío                     | San Juan               | 2 març 1976      | 12.332    | 40.782,00  | 30/km²     |                         |
| Bonao                        | Monseñor Nouel         | 5 març 1845      | 200.102   | 66.437,00  | 301/km²    |                         |
| Cabral                       | Barahona               | 9 setembre 1907  | 19.293    | 14.930,00  | 129/km²    |                         |
| Cabrera                      | María Trinidad Sánchez | 27 febrer 1870   | 39.929    | 29.758,00  | 134/km²    | Tres Amarras            |
| Cambita Garabitos            | San Cristóbal          | 2 maig 1987      | 42.123    | 20.252,00  | 208/km²    |                         |
| Castañuela                   | Monte Cristi           | 27 febrer 1976   | 21.223    | 8.090,00   | 262/km²    |                         |
| Castillo                     | Duarte                 | 9 setembre 1907  | 26.455    | 13.368,00  | 198/km²    |                         |
| Cayetano Germosen            | Espaillat              | 1 gener 1994     | 9.120     | 1.775,00   | 514/km²    |                         |
| Cevicos                      | Sánchez Ramírez        | 27 gener 1895    | 21.232    | 30.564,00  | 69/km²     |                         |
| Comendador                   | Elías Piña             | 25 abril 1880    | 50.349    | 25.293,00  | 199/km²    |                         |
| La Vega                      | La Vega                | 5 març 1845      | 310.203   | 63.985,00  | 485/km²    |                         |
| Constanza                    | La Vega                | 9 març 1858      | 75.344    | 84.879,00  | 89/km²     |                         |
| Consuelo                     | San Pedro de Macorís   | 19 setembre 1996 | 54.324    | 13.152,00  | 413/km²    |                         |
| Cotuí                        | Sánchez Ramírez        | 5 març 1845      | 154.234   | 61.988,00  | 249/km²    |                         |
| Cristóbal                    | Independencia          | 3 agost 2003     | 9.912     | 15.172,00  | 65/km²     |                         |
| Dajabón                      | Dajabón                | 5 març 1845      | 69.953    | 25.341,00  | 276/km²    |                         |
| Duvergé                      | Independencia          | 27 juliol 1893   | 63.874    | 52.164,00  | 122/km²    |                         |
| El Cercado                   | San Juan               | 9 setembre 1907  | 30.132    | 28.305,00  | 106/km²    |                         |
| El Factor                    | María Trinidad Sánchez | 25 abril 1988    | 32.323    | 14.923,00  | 217/km²    |                         |
| El Llano                     | Elías Piña             | 1 març 1976      | 10.202    | 10.449,00  | 98/km²     |                         |
| El Peñón                     | Barahona               | 16 desembre 2002 | 5.023     | 2.902,00   | 173/km²    |                         |
| El Pino                      | Dajabón                | 18 gener 2002    | 14.203    | 8.835,00   | 161/km²    |                         |
| El Valle                     | Hato Mayor             | 9 març 1976      | 12.343    | 16.112,00  | 77/km²     |                         |
| Enriquillo                   | Barahona               | 9 setembre 1907  | 19.988    | 35.410,00  | 56/km²     |                         |
| Esperanza                    | Valverde               | 9 setembre 1907  | 121.233   | 21.524,00  | 563/km²    |                         |
| Estebanía                    | Azua                   | 20 novembre 2001 | 9.887     | 15.920,00  | 62/km²     |                         |
| Eugenio María de Hostos      | Duarte                 | 5 març 2004      | 14.533    | 7.823,00   | 186/km²    |                         |
| Fantino                      | Sánchez Ramírez        | 15 desembre 1961 | 29.888    | 9.597,00   | 311/km²    |                         |
| Fundación                    | Barahona               | 16 juliol 2003   | 12.123    | 5.259,00   | 231/km²    |                         |
| Galván                       | Baoruco                | 1 juliol 1998    | 21.019    | 21.466,00  | 98/km²     |                         |
| Gaspar Hernández             | Espaillat              | 9 setembre 1907  | 60.394    | 36.618,00  | 165/km²    |                         |
| Guananico                    | Puerto Plata           | 30 novembre 1992 | 9.033     | 5.732,00   | 158/km²    |                         |
| Guayabal                     | Azua                   | 3 agost 2004     | 10.003    | 26.287,00  | 38/km²     |                         |
| Guayacanes                   | San Pedro de Macorís   | 3 maig 2006      | 35.034    | 12.978,00  | 270/km²    |                         |
| Guaymate                     | La Romana              | 1 octubre 1959   | 23.323    | 30.980,00  | 75/km²     |                         |
| Guayubín                     | Monte Cristi           | 9 maig 1855      | 60.934    | 89.926,00  | 68/km²     |                         |
| Hato Mayor del Rey           | Hato Mayor             | 5 març 1845      | 102.039   | 65.965,00  | 155/km²    |                         |
| Hondo Valle                  | Elías Piña             | 12 agost 1955    | 15.445    | 12.063,00  | 128/km²    |                         |
| Imbert                       | Puerto Plata           | 9 setembre 1907  | 34.245    | 17.070,00  | 201/km²    | Blanco                  |
| Jamao al Norte               | Espaillat              | 25 maig 2001     | 12.213    | 11.548,00  | 106/km²    |                         |
| Jánico                       | Santiago               | 9 setembre 1907  | 33.233    | 40.320,00  | 82/km²     |                         |
| Jaquimeyes                   | Barahona               | 7 juliol 2004    | 8.374     | 17.863,00  | 47/km²     |                         |
| Jarabacoa                    | La Vega                | 9 març 1858      | 72.019    | 66.588,00  | 108/km²    |                         |
| Jima Abajo                   | La Vega                | 19 setembre 1996 | 50.394    | 13.272,00  | 380/km²    |                         |
| Jimaní                       | Independencia          | 4 juny 1945      | 20.192    | 45.849,00  | 44/km²     |                         |
| Juan de Herrera              | San Juan               | 10 juny 1992     | 16.543    | 14.685,00  | 113/km²    |                         |
| Juan Santiago                | Elías Piña             | 9 maig 2005      | 7.472     | 10.715,00  | 70/km²     |                         |
| La Ciénaga                   | Barahona               | 30 juliol 2004   | 12.334    | 11.230,00  | 110/km²    |                         |
| La Descubierta               | Independencia          | 27 juny 1938     | 13.233    | 20.685,00  | 64/km²     |                         |
| La Mata                      | Sánchez Ramírez        | 7 agost 2002     | 50.394    | 17.464,00  | 289/km²    |                         |
| La Romana                    | La Romana              | 27 febrer 1897   | 239.987   | 18.552,00  | 1.294/km²  |                         |
| Laguna Salada                | Valverde               | 6 març 1976      | 45.546    | 18.454,00  | 247/km²    |                         |
| Las Charcas                  | Azua                   | 15 setembre 2001 | 19.877    | 25.123,00  | 79/km²     |                         |
| Las Guáranas                 | Duarte                 | 22 juliol 1998   | 29.193    | 8.649,00   | 338/km²    |                         |
| Las Matas de Farfán          | San Juan               | 5 març 1845      | 72.303    | 63.664,00  | 114/km²    |                         |
| Las Matas de Santa Cruz      | Monte Cristi           | 18 març 1985     | 14.234    | 10.951,00  | 130/km²    |                         |
| Las Terrenas                 | Samaná                 | 19 setembre 1996 | 45.944    | 11.310,00  | 406/km²    |                         |
| Licey al Medio               | Santiago               | 13 juliol 1984   | 49.432    | 2.704,00   | 1.828/km²  |                         |
| Loma de Cabrera              | Dajabón                | 27 juny 1938     | 23.234    | 23.851,00  | 97/km²     |                         |
| Los Alcarrizos               | Santo Domingo          | 31 gener 2005    | 345.329   | 5.214,00   | 6.623/km²  |                         |
| Los Cacaos                   | San Cristóbal          | 10 març 1976     | 15.334    | 14.562,00  | 105/km²    |                         |
| Los Hidalgos                 | Puerto Plata           | 2 febrer 2004    | 17.384    | 10.110,00  | 172/km²    |                         |
| Los Ríos                     | Baoruco                | 27 novembre 2001 | 13.234    | 14.987,00  | 88/km²     |                         |
| Luperón                      | Puerto Plata           | 18 juny 1945     | 25.443    | 27.207,00  | 94/km²     | Bajabónico              |
| Maimón                       | Monseñor Nouel         | 22 setembre 1982 | 23.133    | 9.007,00   | 257/km²    |                         |
| Matanzas                     | Peravia                | 19 agost 2014    | 54.234    | 20.339,00  | 267/km²    |                         |
| Mella                        | Independencia          | 22 març 2004     | 5.233     | 50.881,00  | 10/km²     |                         |
| Miches                       | El Seibo               | 8 agost 1883     | 25.423    | 44.247,00  | 57/km²     | El Jovero               |
| Moca                         | Espaillat              | 5 març 1845      | 213.244   | 23.936,00  | 891/km²    |                         |
| Monción                      | Santiago Rodríguez     | 9 setembre 1907  | 39.993    | 10.161,00  | 394/km²    |                         |
| Monte Plata                  | Monte Plata            | 5 març 1845      | 67.473    | 62.355,00  | 108/km²    |                         |
| Nagua                        | María Trinidad Sánchez | 10 juliol 1882   | 132.394   | 55.271,00  | 240/km²    | San José de Matanzas    |
| Neiba                        | Baoruco                | 5 març 1845      | 100.987   | 42.346,00  | 238/km²    |                         |
| Nizao                        | Peravia                | 14 abril 1988    | 34.345    | 4.854,00   | 708/km²    |                         |
| Oviedo                       | Pedernales             | 3 març 1950      | 12.345    | 79.986,00  | 15/km²     |                         |
| Padre Las Casas              | Azua                   | 27 juny 1938     | 45.394    | 49.698,00  | 91/km²     |                         |
| Paraíso                      | Barahona               | 29 febrer 1976   | 23.124    | 13.863,00  | 167/km²    |                         |
| Partido                      | Dajabón                | 19 setembre 1996 | 17.029    | 15.729,00  | 108/km²    |                         |
| Pedernales                   | Pedernales             | 27 juny 1938     | 94.397    | 127.467,00 | 74/km²     |                         |
| Pedro Brand                  | Santo Domingo          | 31 gener 2005    | 100.192   | 21.229,00  | 472/km²    |                         |
| Pedro Santana                | Elías Piña             | 3 març 1952      | 12.442    | 57.502,00  | 22/km²     |                         |
| Pepillo Salcedo              | Monte Cristi           | 28 agost 1949    | 14.244    | 14.932,00  | 95/km²     | Manzanillo              |
| Peralta                      | Azua                   | 7 març 1976      | 20.394    | 11.585,00  | 176/km²    |                         |
| Peralvillo                   | Monte Plata            | 16 juny 2004     | 29.493    | 15.335,00  | 192/km²    |                         |
| Piedra Blanca                | Monseñor Nouel         | 30 novembre 1991 | 34.245    | 23.795,00  | 144/km²    |                         |
| Pimentel                     | Duarte                 | 9 setembre 1907  | 30.492    | 12.467,00  | 245/km²    |                         |
| Polo                         | Barahona               | 30 setembre 2001 | 11.234    | 20.061,00  | 56/km²     |                         |
| Postrer Río                  | Independencia          | 4 maig 1982      | 9.394     | 15.893,00  | 59/km²     |                         |
| Pueblo Viejo                 | Azua                   | 1 maig 2003      | 15.344    | 4.538,00   | 338/km²    |                         |
| Puñal                        | Santiago               | 7 abril 2006     | 74.244    | 6.080,00   | 1.221/km²  |                         |
| Quisqueya                    | San Pedro de Macorís   | 1 juliol 1998    | 25.944    | 15.545,00  | 167/km²    |                         |
| Ramón Santana                | San Pedro de Macorís   | 25 abril 1894    | 13.493    | 24.992,00  | 54/km²     |                         |
| Rancho Arriba                | San José de Ocoa       | 8 maig 1989      | 14.938    | 20.353,00  | 73/km²     |                         |
| Restauración                 | Dajabón                | 23 juny 1892     | 13.293    | 28.358,00  | 47/km²     |                         |
| Río San Juan                 | María Trinidad Sánchez | 27 març 1946     | 31.233    | 27.219,00  | 115/km²    |                         |
| Sabana de la Mar             | Hato Mayor             | 5 març 1845      | 28.912    | 50.852,00  | 57/km²     |                         |
| Sabana Grande de Boyá        | Monte Plata            | 5 març 1845      | 39.292    | 53.508,00  | 73/km²     |                         |
| Sabana Grande de Palenque    | San Cristóbal          | 19 setembre 1996 | 22.123    | 3.013,00   | 734/km²    |                         |
| Sabana Iglesia               | Santiago               | 18 maig 2007     | 21.023    | 5.830,00   | 361/km²    |                         |
| Sabana Larga                 | San José de Ocoa       | 7 abril 1991     | 12.394    | 16.700,00  | 74/km²     |                         |
| Sabana Yegua                 | Azua                   | 1 maig 2003      | 22.394    | 10.158,00  | 220/km²    |                         |
| Salcedo                      | Hermanas Mirabal       | 5 març 1845      | 78.333    | 19.060,00  | 411/km²    | Juana Núñez             |
| Salinas                      | Barahona               | 8 març 2001      | 7.383     | 12.347,00  | 60/km²     |                         |
| Salvaleón de Higüey          | La Altagracia          | 5 març 1845      | 422.934   | 202.914,00 | 208/km²    |                         |
| San Antonio de Guerra        | Santo Domingo          | 24 març 2004     | 97.889    | 28.825,00  | 340/km²    |                         |
| San Cristóbal                | San Cristóbal          | 5 març 1845      | 294.394   | 22.652,00  | 1.300/km²  |                         |
| San Felipe de Puerto Plata   | Puerto Plata           | 5 març 1845      | 301.344   | 50.901,00  | 592/km²    |                         |
| San Fernando de Monte Cristi | Monte Cristi           | 5 març 1845      | 41.933    | 84.295,00  | 50/km²     |                         |
| San Francisco de Macorís     | Duarte                 | 5 març 1845      | 279.443   | 72.715,00  | 384/km²    |                         |
| San Gregorio de Nigua        | San Cristóbal          | 11 gener 2001    | 44.333    | 4.876,00   | 909/km²    |                         |
| San Ignacio de Sabaneta      | Santiago Rodríguez     | 5 març 1845      | 59.833    | 80.447,00  | 74/km²     |                         |
| San José de las Matas        | Santiago               | 5 març 1845      | 69.887    | 154.906,00 | 45/km²     |                         |
| San José de los Llanos       | San Pedro de Macorís   | 5 març 1845      | 34.332    | 43.646,00  | 79/km²     |                         |
| San José de Ocoa             | San José de Ocoa       | 5 març 1845      | 95.633    | 48.487,00  | 197/km²    |                         |
| San Juan de la Maguana       | San Juan               | 5 març 1845      | 233.392   | 187.621,00 | 124/km²    |                         |
| San Luis                     | Santo Domingo          | 30 setembre 2011 | 338.322   | 4.865,00   | 6.954/km²  |                         |
| San Pedro de Macorís         | San Pedro de Macorís   | 5 març 1845      | 272.873   | 15.233,00  | 1.791/km²  |                         |
| San Rafael del Yuma          | La Altagracia          | 11 agost 1959    | 29.296    | 112.385,00 | 28/km²     |                         |
| San Víctor                   | Espaillat              | 29 agost 2014    | 78.383    | 9.985,00   | 785/km²    |                         |
| Sánchez                      | Samaná                 | 9 setembre 1907  | 29.303    | 32.853,00  | 89/km²     |                         |
| Santa Bárbara de Samaná      | Samaná                 | 5 març 1845      | 102.939   | 41.211,00  | 250/km²    |                         |
| Santa Cruz de Barahona       | Barahona               | 5 març 1845      | 183.232   | 16.302,00  | 1.124/km²  |                         |
| Santa Cruz de El Seibo       | El Seibo               | 5 març 1845      | 119.283   | 134.433,00 | 89/km²     |                         |
| Santa Cruz de Mao            | Valverde               | 4 maig 1878      | 145.309   | 42.360,00  | 343/km²    |                         |
| Santiago de los Caballeros   | Santiago               | 5 març 1845      | 1.000.009 | 42.888,00  | 2.332/km²  |                         |
| Santo Domingo                | Distrito Nacional      | 5 març 1845      | 1.443.384 | 10.444,00  | 13.820/km² |                         |
| Santo Domingo Este           | Santo Domingo          | 8 octubre 2001   | 773.628   | 10.629,00  | 7.278/km²  |                         |
| Santo Domingo Norte          | Santo Domingo          | 8 octubre 2001   | 685.037   | 38.896,00  | 2.107/km²  |                         |
| Santo Domingo Oeste          | Santo Domingo          | 8 octubre 2001   | 468.284   | 5.410,00   | 8.656/km²  |                         |
| Sosúa                        | Puerto Plata           | 4 març 1976      | 82.093    | 27.689,00  | 296/km²    |                         |
| Tábara Arriba                | Azua                   | 20 gener 2004    | 23.123    | 20.984,00  | 110/km²    |                         |
| Tamayo                       | Baoruco                | 27 juny 1938     | 40.293    | 37.401,00  | 108/km²    |                         |
| Tamboril                     | Santiago               | 9 setembre 1907  | 91.384    | 7.063,00   | 1.294/km²  | Peña                    |
| Tenares                      | Hermanas Mirabal       | 27 juny 1938     | 40.293    | 15.971,00  | 252/km²    |                         |
| Vallejuelo                   | San Juan               | 8 març 1976      | 15.898    | 21.882,00  | 73/km²     |                         |
| Vicente Noble                | Barahona               | 3 març 1976      | 28.583    | 22.563,00  | 127/km²    |                         |
| Villa Altagracia             | San Cristóbal          | 9 setembre 1907  | 129.394   | 48.205,00  | 268/km²    |                         |
| Villa Bisonó                 | Santiago               | 20 octubre 1961  | 75.673    | 9.260,00   | 817/km²    |                         |
| Villa González               | Santiago               | 19 octubre 1991  | 70.494    | 10.078,00  | 699/km²    |                         |
| Villa Hermosa                | La Romana              | 28 juliol 2004   | 159.544   | 15.863,00  | 1.006/km²  |                         |
| Villa Isabela                | Puerto Plata           | 16 maig 1989     | 24.392    | 21.260,00  | 115/km²    |                         |
| Villa Jaragua                | Baoruco                | 28 febrer 1976   | 14.843    | 12.023,00  | 123/km²    |                         |
| Villa Los Almácigos          | Santiago Rodríguez     | 19 setembre 1996 | 18.392    | 20.506,00  | 90/km²     |                         |
| Villa Montellano             | Puerto Plata           | 21 gener 2006    | 26.345    | 7.389,00   | 357/km²    |                         |
| Villa Riva                   | Duarte                 | 5 març 1845      | 42.343    | 30.993,00  | 137/km²    | San Antonio del Yuna    |
| Villa Tapia                  | Hermanas Mirabal       | 5 març 1845      | 42.123    | 9.012,00   | 467/km²    | La Jagua                |
| Villa Vásquez                | Monte Cristi           | 27 juny 1938     | 24.293    | 22.986,00  | 106/km²    | Santa Ana, Villa Isabel |
| Yaguate                      | San Cristóbal          | 5 març 1976      | 54.663    | 12.181,00  | 449/km²    |                         |
| Yamasá                       | Monte Plata            | 9 setembre 1907  | 90.129    | 44.161,00  | 204/km²    |                         |
| Las Yayas de Viajama         | Azua                   | 1 maig 2001      | 24.573    | 47.254,00  | 52/km²     |                         |